# Marinheiro

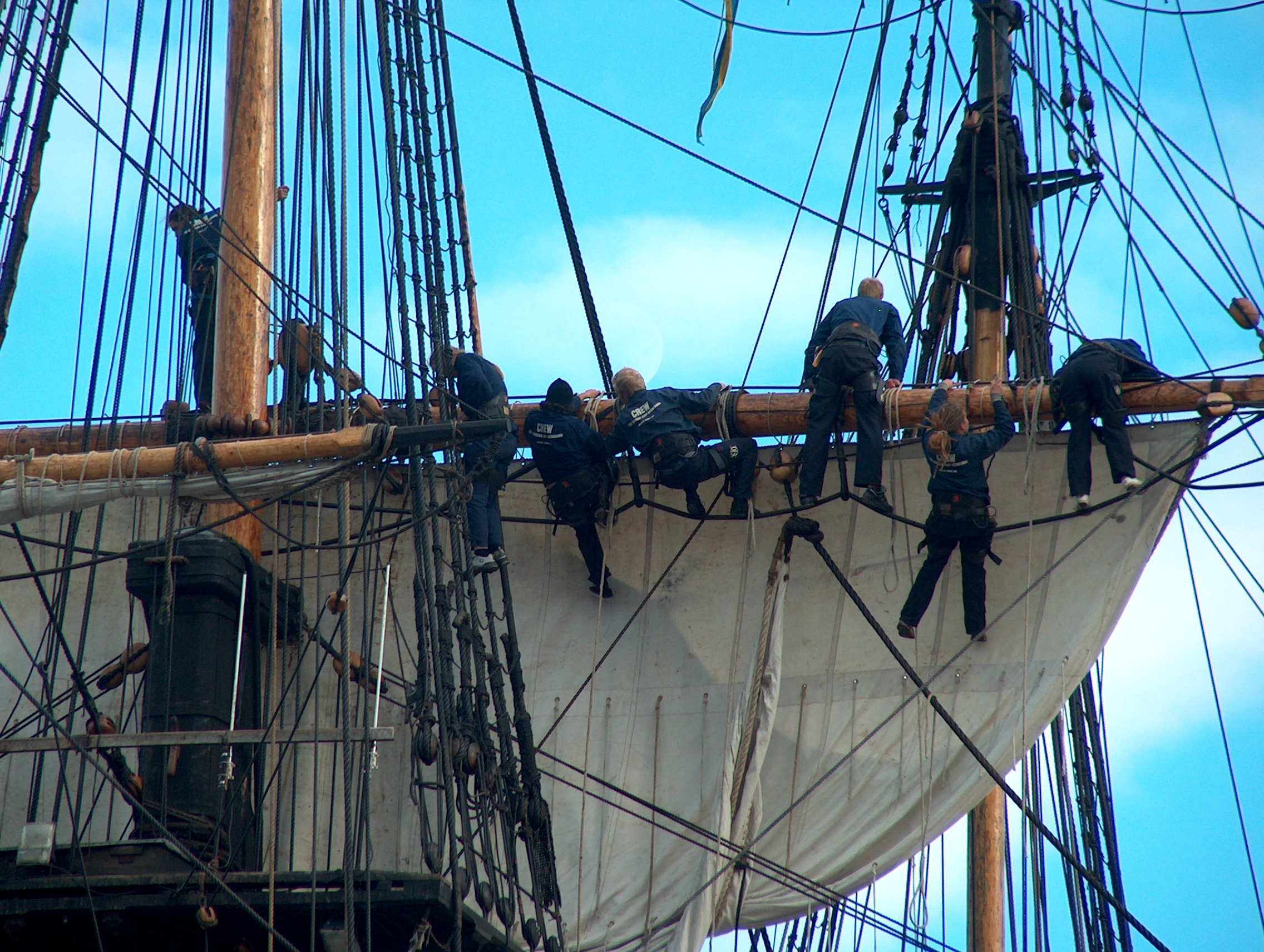
Marinheiros na manobra das velas de um veleiro

Um marinheiro é, em sentido lato, uma pessoa que opera embarcações ou assiste à sua operação, manutenção ou serviço. O termo aplica-se aos profissionais das marinhas de comércio e pesca, aos militares das marinhas de guerra
 e aos profissionais e amadores certificados da náutica de recreio.
Além do sentido lato - no qual se refere desde ao grumete até ao almirante -, nas marinhas de guerra, o termo "marinheiro" designa, em sentido restrito, uma ou mais graduações dentro da categoria dos praças. Igualmente, na marinha mercante, o termo "marinheiro" refere-se a uma ou mais categorias profissionais do pessoal do convés, dentro escalão da marinhagem. 
Em Portugal, todos os profissionais da marinha mercante - de todos os escalões, categorias e carreiras - são designados, genericamente, por "marítimos". No Brasil, todo os profissionais da marinha mercante são globalmente designados como "aquaviários", os quais se dividem vários grupos, entre os quais o dos "marítimos", o dos "fluviários" e o dos "pescadores".
Existem várias especializações e categorias dentro da profissão de marinheiro. A certificação das mesmas obedece a regras estabelecidas internacionalmente. Na marinha mercante as várias especializações agrupam-se em várias carreiras, das quais as principais são a de convés, a de máquinas, a das câmaras, a radiotécnica e a de saúde. 
Dentro de cada uma das carreiras profissionais, os marítimos agrupam-se em três escalões: o de oficiais, o de mestrança e o de marinhagem. Cada escalão inclui várias categorias, a cada uma das quais corresponde um determinado nível de experiência ou de formação.

## Carreiras e categorias profissionais da marinha mercante
Na marinha mercante, os marinheiros profissionais (marítimos ou aquaviários) incluem-se numa das várias carreiras e categorias, a cada uma das quais corresponde uma determinada responsabilidade na operação de uma embarcação. 
A tripulação ou equipagem de uma embarcação inclui pessoal de várias carreiras profissionais certificados (convés, máquinas, radiotécnia, câmaras e saúde), responsáveis por assegurar o funcionamento de cada um dos departamentos, secções ou serviços em que se encontra organizada a embarcação. 
Nos grandes navios de passageiros, além dos profissionais certificados, normalmente também existe pessoal não certificado como marítimo, que desempenha, normalmente, funções relacionadas com serviços turísticos (ex.: hotelaria, cultura, entretenimento e segurança).

### Pessoal de convés
O pessoal de convés de um navio inclui os marítimos responsáveis pela navegação, estiva e a manobra geral do navio. O comandante de uma embarcação inclui-se nesta carreira. Como categorias e profissões de convés existem:
- Oficiais de convés:
  - Oficial de náutica ou piloto - responsável por dirigir a navegação, a estiva e a manobra geral do navio. O oficial de convés de maior categoria do navio exerce a função de comandante e o segundo de maior categoria a de imediato. Os restantes exercem a função de oficial de quarto de navegação;
  - Praticante de náutica - oficial de convés em tirocínio a bordo, sob a orientação de oficiais de categoria superior, depois de habilitado com um curso superior de pilotagem, de náutica ou equivalente;
- Mestragem e marinhagem de convés:
  - Mestre - responsável pelo governo de uma embarcação de reduzida tonelagem;
  - Contramestre - responsável por dirigir a marinhagem de convés a bordo de um navio. Em embarcações de reduzida tonelagem, pode também exercer as funções de chefe de quarto de navegação, de segundo de navegação ou, mesmo, de mestre;
  - Arrais ou patrão - responsável pelo governo de uma embarcação local ou costeira de reduzida tonelagem;
  - Operador de gruas flutuantes - responsável pela manobra e manutenção de aparelhos elevatórios;
  - Carpinteiro - desempenha funções inerentes ao serviço de carpintaria;
  - Conferente de carga - responsável pela contagem, registo e verificação da carga;
  - Marinheiro - desempenha funções de manobra e de estiva numa embarcação. Nalguns casos pode exercer a função de patrão de uma pequena embarcação de tráfego local;
  - Pescador - desempenha funções de captura, manipulação, estiva e acondicionamento de pescado, em embarcações de pesca. Pode também efetuar a limpeza e conservação de embarcações e artes de pesca;
  - Moliceiro - desempenha funções de captura de moliço, em embarcações de pesca;
  - Moço - Exige formação pelo curso CFAQ II/III, divide-se em Moço de Convés e Moço de Máquinas. Informações para o curso procure a Capitania dos Portos de sua região.

### Pessoal de máquinas

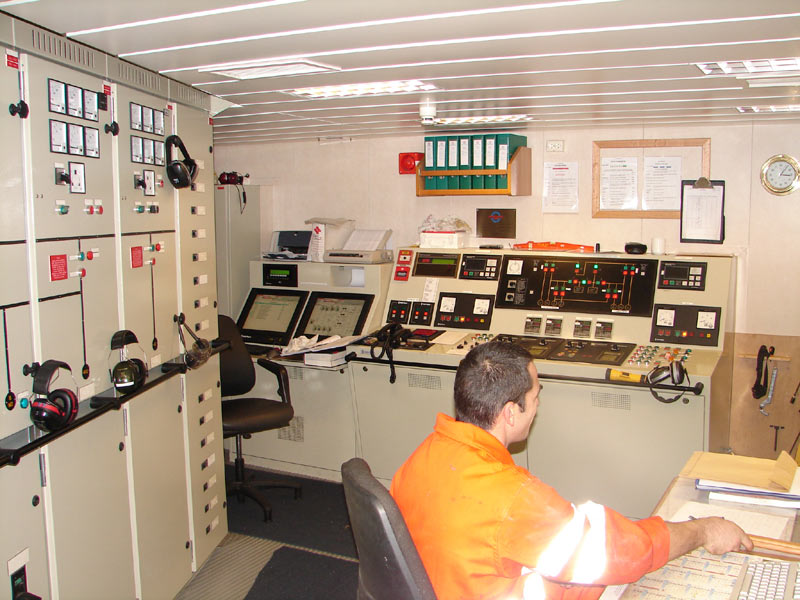
Oficial de máquinas no posto de controlo de máquinas de um navio

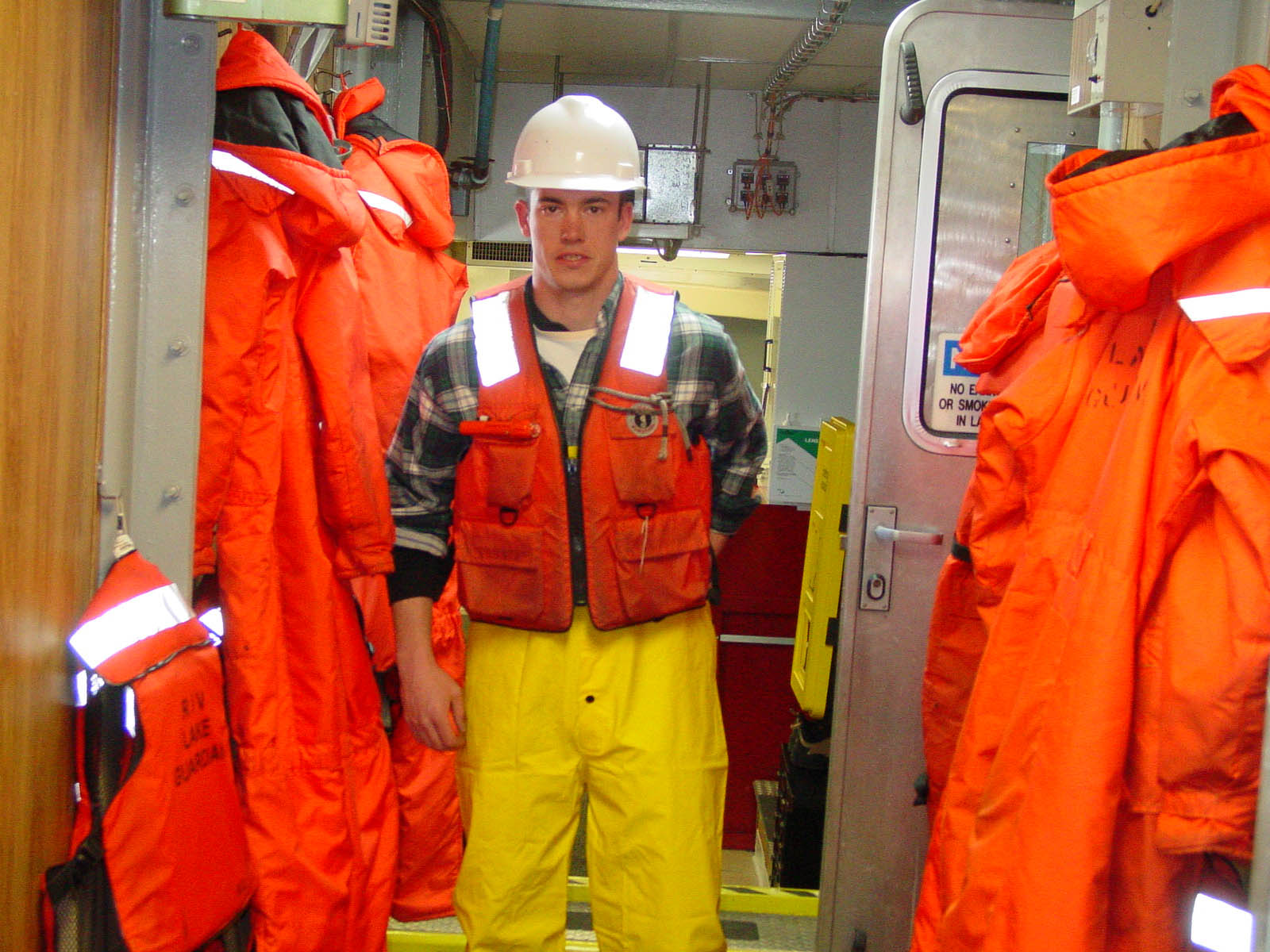
Marinheiro com equipamento de proteção

O pessoal de máquinas de uma embarcação inclui os marítimos que operam e mantêm os seus sistemas de energia e de propulsão. O pessoal de máquinas também é responsável pelas instalações técnicas de apoio à tripulação e passageiros, tais como iluminação, ar condicionado, tratamento de água e outras. Também se ocupa do reabastecimento de combustível, combate a incêndios, carga e descarga de mercadoria e outras funções técnicas. Existem os seguintes escalões e categorias:
- Oficiais de máquinas:
  - Oficial de máquinas - oficial que conduz e dirige a manutenção dos sistemas de energia e propulsão do navio, bem como das instalações técnicas de apoio à tripulação. O oficial de máquinas mais graduado a bordo exerce a função de chefe de máquinas, só estando subordinado ao comandante do navio. O segundo mais graduado exerce a função de segundo oficial de máquinas. Os restantes, exercem a função de oficial de quarto de máquinas
  - Oficial eletrotécnico - oficial que conduz e dirige a manutenção dos sistemas elétricos e eletrónicos do navio. Esta carreira só existe nas marinhas mercantes de alguns países, sendo as suas funções exercidas por oficiais de máquinas em outros países;
  - Praticante de máquinas - oficial de máquinas em tirocínio a bordo, sob a orientação de oficiais de categoria superior, depois de habilitado com um curso de engenharia de máquinas marítimas ou equivalente;
- Mestragem e marinhagem de máquinas:
  - Maquinista ou condutor de máquinas - exerce funções análogas às dos oficiais de máquinas, em embarcações de potência reduzida que não necessitem de levar oficiais a bordo. Pode exercer a função de chefe de quarto de máquinas. O maquinista prático mais graduado a bordo exerce a função de chefe de máquinas e o segundo mais graduado a de segundo de máquinas. No passado, os maquinistas práticos, apenas conduziam e operavam máquinas a vapor, sendo os motores de combustão interna operados pelos motoristas práticos;
  - Motorista - marítimo que, no passado, exercia funções análogas às de maquinista/condutor de máquinas, mas em relação a motores de combustão interna. Hoje em dia, já não é usual esta diferenciação, sendo todos designados como maquinistas práticos;
  - Eletricista - responsável pela manutenção dos equipamentos elétricos;
  - Mecânico de bordo - responsável pela manutenção dos equipamentos mecânicos e do material diverso, exercendo funções de torneiro, serralheiro-mecânico, soldador e canalizador;
  - Artífice - operário especializado embarcado para exercer funções de acordo com a sua especialidade. Conforme a especialidade o artífice pode ser artífice mecânico, artífice eletricista, artífice carpinteiro ou outro;
  - Bombeiro ou bombeador - responsável pela condução das bombas dos navios tanque, durante as operações de descarga, transfega e limpeza de tanques, bem como pela sua manutenção;
  - Ajudante de maquinista - responsável pela limpeza e pequena manutenção dos equipamentos mecânicos e elétricos de bordo;
  - Ajudante de eletricista - responsável por auxiliar o eletricista na condução, manutenção e limpeza dos equipamentos elétricos;
  - Ajudante de motorista - marítimo ao qual competia, no passado, auxiliar os oficiais de máquinas ou os motoristas práticos na condução, limpeza e manutenção de motores de combustão interna;
  - Fogueiro ou foguista - marítimo, no passado, responsável pela condução dos fogos, limpeza dos tubulares e dos cinzeiros e remoção de carvão e cinzas das caldeiras a vapor. Além disso, poderia exercer a função de azeitador;
  - Chegador - marítimo, no passado, responsável por auxiliar o fogueiro na condução dos fogos, na limpeza das máquinas e caldeiras e na remoção do carvão e das cinzas;
  - Azeitador - marítimo, no passado, responsável por lubrificar as máquinas.

### Pessoal de radiotecnia
O pessoal de radiotecnia assegura a operação e a manutenção dos sistemas de telecomunicações, de navegação por satélite e de rádio-ajudas da embarcação. A carreira específica de radiotecnia encontra-se em extinção nas marinhas mercantes da maioria dos países, estando as suas funções a ser assumidas por pessoal de convés certificado como operador de rádio. As categorias de radiotecnia incluem:
- Oficiais de radiotecnia:
  - Oficial radiotécnico ou de radiocomunicações - oficial responsável pela operação e manutenção dos sistemas de telecomunicações, navegação por satélite e rádio-ajudas. O oficial radiotécnico de maior categoria a bordo exerce a função de chefe de radiotecnia. Os restantes exercem as funções de primeiro ou de segundo radiotécnico;
  - Praticante de radiotécnico - oficial radiotécnico em tirocínio a bordo, sob a orientação de oficiais de categoria superior, depois de habilitado com um curso de engenharia eletrotécnica, de telecomunicações ou equivalente;
- Mestragem de radiotecnia:
  - Radiotelegrafista ou radio-operador - marítimo com funções análogas às dos oficiais radiotécnicos, mas em embarcações dotadas de instalações radiotelegráficas não obrigatórias. O radiotelegrafista mais graduado a bordo exerce a função de chefe de radiotelegrafia. Os restantes exercem as funções de primeiro ou de segundo radiotelegrafista.

### Pessoal de câmaras

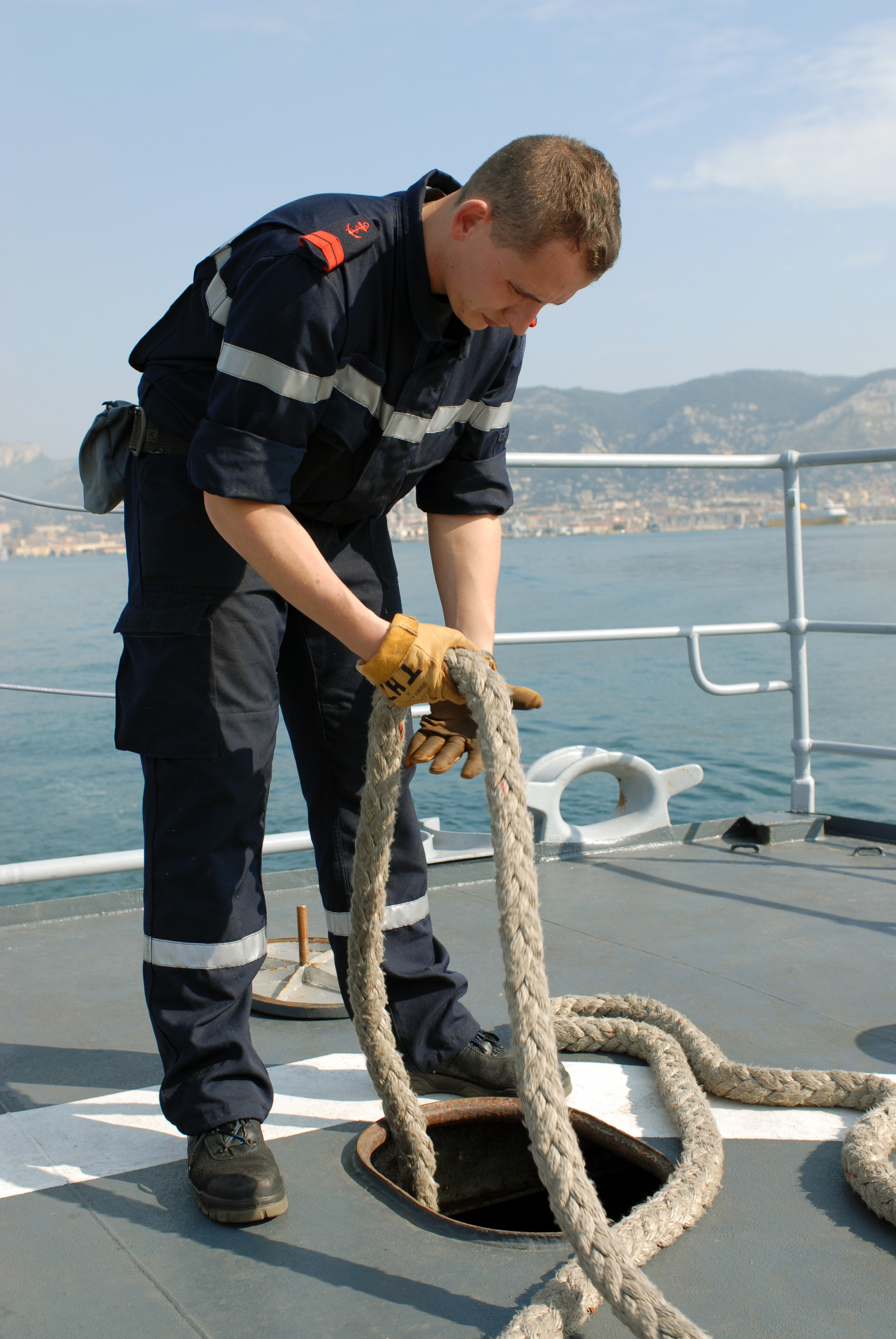
Marinheiro em serviço de convés

No pessoal das câmaras estão incluídos os marítimos responsáveis pela administração, gestão financeira, abastecimento, alimentação e serviços gerais de bordo. Nas marinhas mercantes de alguns países, os comissários são certificados como marítimos. No entanto, em outros países deixaram de o ser, podendo a função ser exercida por qualquer pessoa habilitada com um curso superior em gestão, contabilidade, logística ou equivalente. O mesmo acontece com várias outras categorias profissionais do pessoal de câmaras, sendo certificadas e não, conforme o país. As categorias e profissões de câmaras incluem:
- Oficiais comissários
  - Comissário - oficial responsável pela gestão administrativa e financeira do serviço de passageiros, da tripulação e do abastecimento do navio. O comissário de maior categoria a bordo exerce a função de chefe de comissariado;
  - Praticante de comissário - oficial comissário em tirocínio a bordo, sob a orientação de oficiais de categoria superior, depois habilitado com um curso superior de comissariado ou equivalente;
- Mestragem e marinhagem de câmaras
  - Despenseiro - responsável pela supervisão dos serviços de câmaras, incluindo o de cozinha, paióis e despensas;
  - Cozinheiro - exerce as funções inerentes ao serviço de cozinhas;
  - Ajudantes de cozinheiro - marítimo que auxilia o cozinheiro nas suas funções;
  - Empregados das câmaras, criado ou taifeiro - exerce funções de empregado de mesa, de quarto e similares.
  - Pasteleiro - exerce funções inerentes ao serviço de pastelaria;
  - Padeiro - exerce funções inerentes ao serviço de padaria, podendo também auxiliar o cozinheiro nas suas funções;
  - Telefonista - exerce funções inerentes ao serviço de atendimento telefónico;
  - Manicura - exerce funções inerentes ao serviço de manicura;
  - Barbeiro - exerce funções inerentes ao serviço de barbearia;
  - Lavadeiro - exerce funções inerentes ao serviço de lavandaria;
  - Ajudante de copa - exerce funções de arrumação e pré-preparação de géneros alimentícios, de distribuição de refeições e de limpeza e armazenamento de materiais de cozinha.

### Pessoal de saúde
Este serviço inclui o pessoal médico e de enfermagem, responsável por assegurar a saúde de passageiros e tripulantes de um navio. Nas marinhas mercantes de alguns países, o pessoal de saúde tem de obter uma certificação especial como marítimo para exercer a bordo. Noutros países basta ser habilitado com um curso de medicina ou de enfermagem. As categorias são:
- Oficiais médicos:
  - Médico - oficial responsável pelo serviço médico a bordo. Nalgumas marinhas mercantes, quando existe mais de um oficial médico a bordo, o de maior categoria exerce a função de médico e os restantes as de médico assistente;
- Mestragem de saúde:
  - Enfermeiro - profissional habilitado com um curso de enfermagem.

### Outro pessoal
Nos grandes navios de passageiros ou nas embarcações de cruzeiro, além do pessoal acima referido, existem profissionais não certificados como marítimos, que exercem diversas funções, normalmente relacionadas com atividades turísticas, culturais, de entretenimento ou de bem estar dos passageiros. Alguns deles são:
- Empregados de hotelaria
- Empregados de restaurante
- Empregados de bar
- Empregados de casino
- Empregados de comércio
- Empregados de entretenimento
- Vigilantes de segurança privada
- Tipógrafos
- Guias turísticos
- Músicos

## Formação

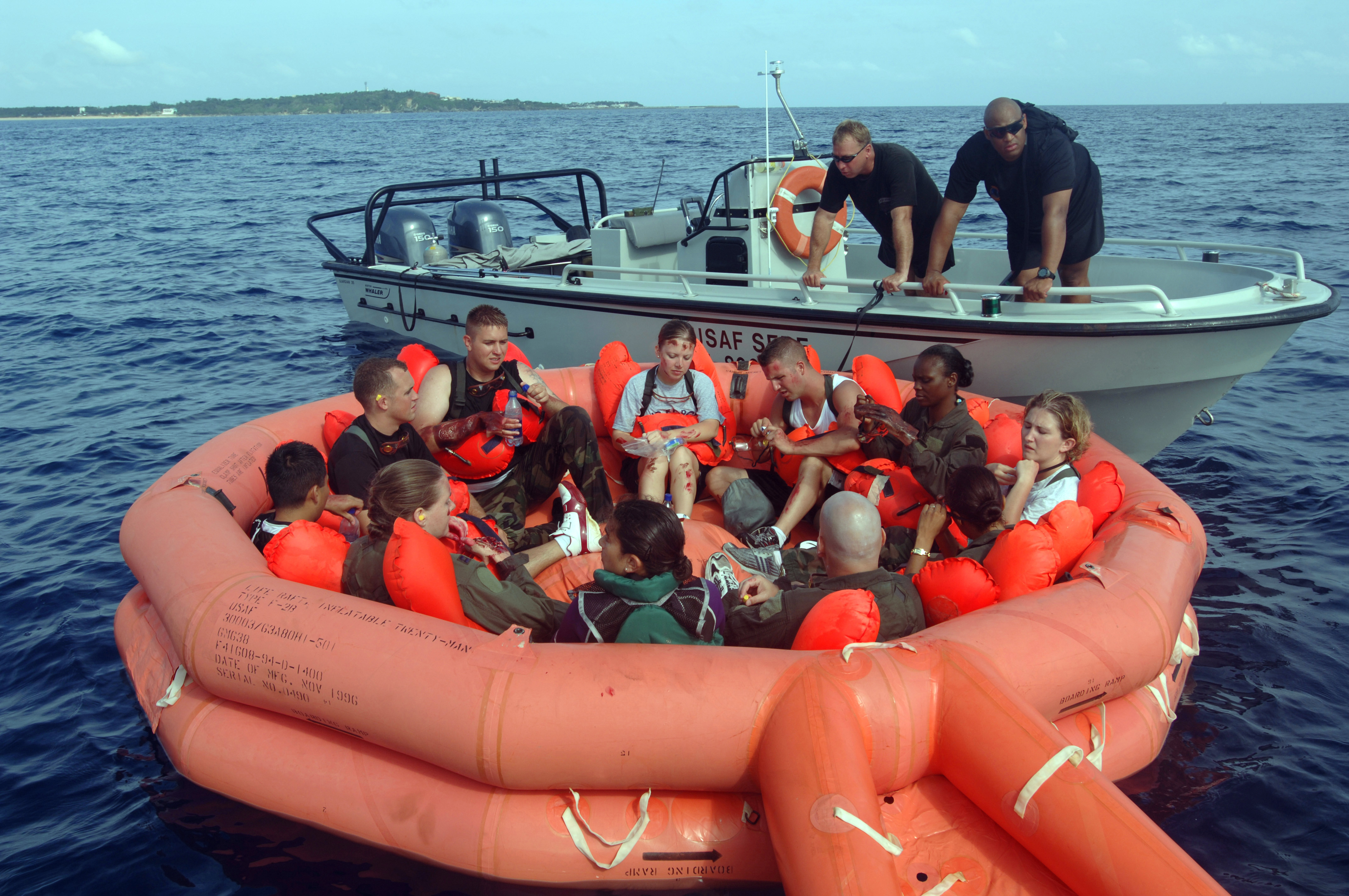
Exercício de salvamento no mar

A tripulação de um navio é constituída por profissionais certificados como marinheiros profissionais e profissionais não certificados. 
São profissionais certificados todos os pertencentes à secção de convés, secção de máquinas, serviço de radiocomunicações e, alguns do serviço de câmaras. Os profissionais certificados têm que receber uma formação específica na sua especialidade, além de uma formação náutica complementar. A formação destes profissionais, normalmente é feita em escolas especializadas de ensino superior ou técnico-profissional, de acordo com a categoria profissional a que se destina o formando. Em Portugal, por exemplo, a formação dos oficiais da marinha mercante é realizada na Escola Náutica Infante D. Henrique, onde são leccionados cursos superiores de pilotagem - para oficiais pilotos -, de engenharia de máquinas - para oficiais maquinistas - e de engenharia de sistemas electrónicos marítimos - para oficiais elétrotecnicos e radiotécnicos. No Brasil, a Escola de Formação de Oficiais da Marinha Mercante assegura uma formação semelhante. Já a formação do pessoal dos escalões de mestrança e marinhagem é feita, em Portugal, no FOR-MAR (Centro de Formação Profissional das Pescas e do Mar) e em outros centros de formação.
Os profissionais não certificados não necessitam de uma formação náutica específica, em virtude de não interferirem na navegação ou na operação dos sistemas vitais do navio. Normalmente são profissionais recrutados para servirem num navio em virtude da sua experiência ou formação profissional numa área específica não relacionada directamente com a atividade marítima.

## Condições de trabalho
|             | Dia 1    | Dia 2    | Dia 3    |
| ----------- | -------- | -------- | -------- |
| 04h00-08h00 | Equipa 1 | Equipa 1 | Equipa 1 |
| 08h00-12h00 | Equipa 2 | Equipa 2 | Equipa 2 |
| 12h00-16h00 | Equipa 3 | Equipa 3 | Equipa 3 |
| 16h00-20h00 | Equipa 1 | Equipa 1 | Equipa 1 |
| 20h00-00h00 | Equipa 2 | Equipa 2 | Equipa 2 |
| 00h00-04h00 | Equipa 3 | Equipa 3 | Equipa 3 |

Os marítimos passam períodos extensos no Mar. A maioria dos marítimos de navios de mar alto são contratados para servirem em uma ou mais viagens que podem durar vários meses. 
No Mar, nas embarcações maiores, os marítimos, normalmente cumprem um quarto de 4 horas, descansando 8 horas, durante 7 dias por semana. Em cada quarto existe um oficial piloto e um oficial maquinista responsáveis pelo navio, designados, respectivamente "Oficial Chefe de Quarto de Navegação (OCQN)" e "Oficial de Máquinas Chefe de Quarto (OMCQ)". Nas embarcações mais pequenas, com apenas um oficial piloto, são comuns turnos de 6 horas de serviço, alternadas com 6 horas de descanso.
Os marítimos têm que trabalhar em todas as condições meteorológicas. É inevitável o trabalho em condições de elevado frio e de elevada umidade, apesar dos navios tentarem sempre evitar as tempestades no mar. Hoje em dia, graças às condições de segurança e à sofisticação dos equipamentos, já são raros os acidentes graves em navios tais como incêndios, explosões, abalroamento, encalhamento ou o afundamento. No entanto os marítimos correm sempre o risco de se verem na necessidade de abandonar rapidamente um navio no caso de um acidente grave.
Existem também outros riscos associados à profissão, que vão desde a queda borda fora até aos perigos associados às máquinas e carga do navio. No entanto os modernos procedimentos de segurança, as telecomunicações e os sistemas de busca e salvamento marítimo, fazem com que a profissão de marítimo seja cada vez mais segura.
A maioria dos navios modernos dispõe de instalações de ar condicionado, isolamento acústico das máquinas, alojamentos confortáveis, ligações telefónicas e de internet. Todas essas condições facilitam imenso a vida a bordo.

## Marinheiros militares

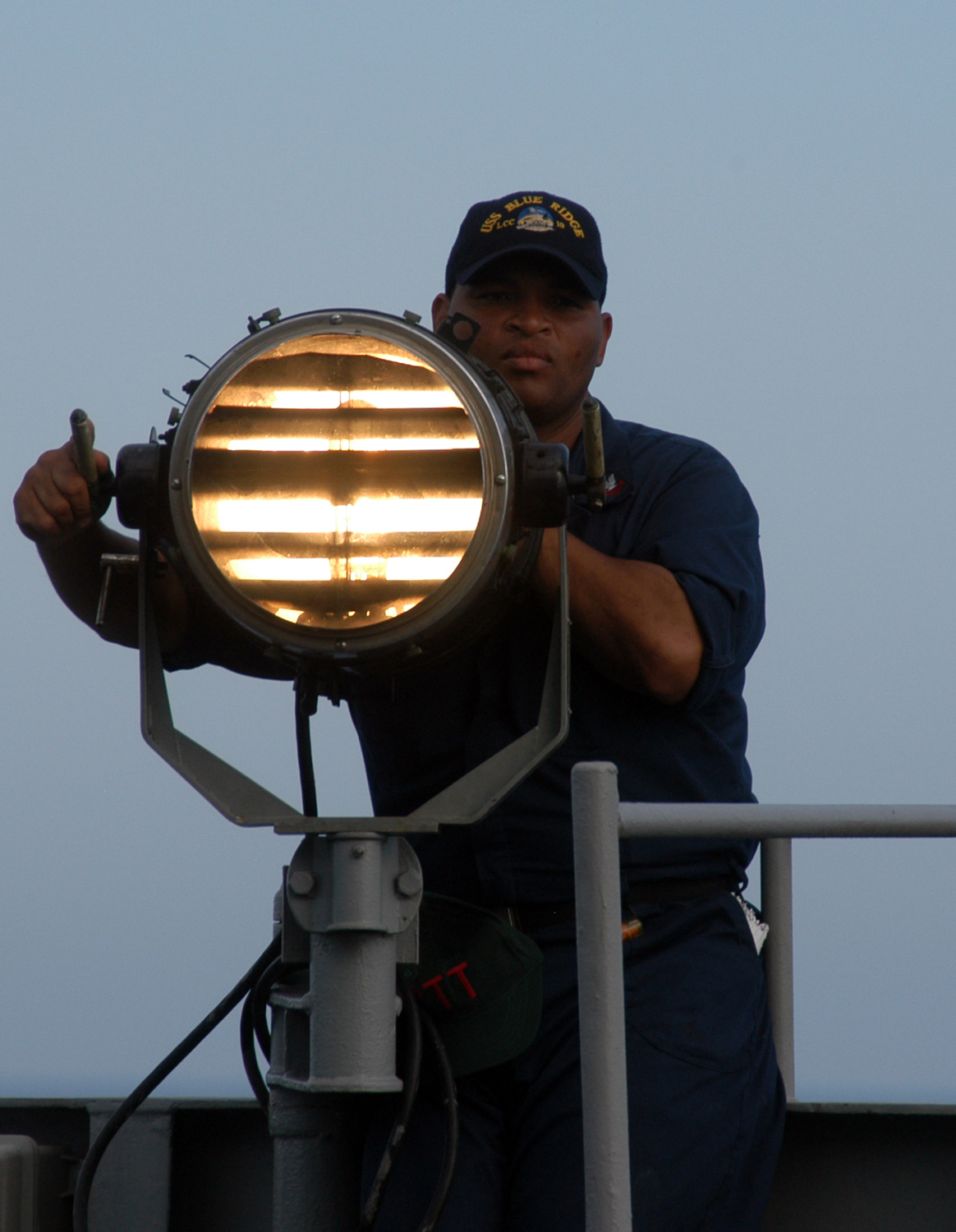
Marinheiro de comunicações, transmitindo uma mensagem visual em código Morse

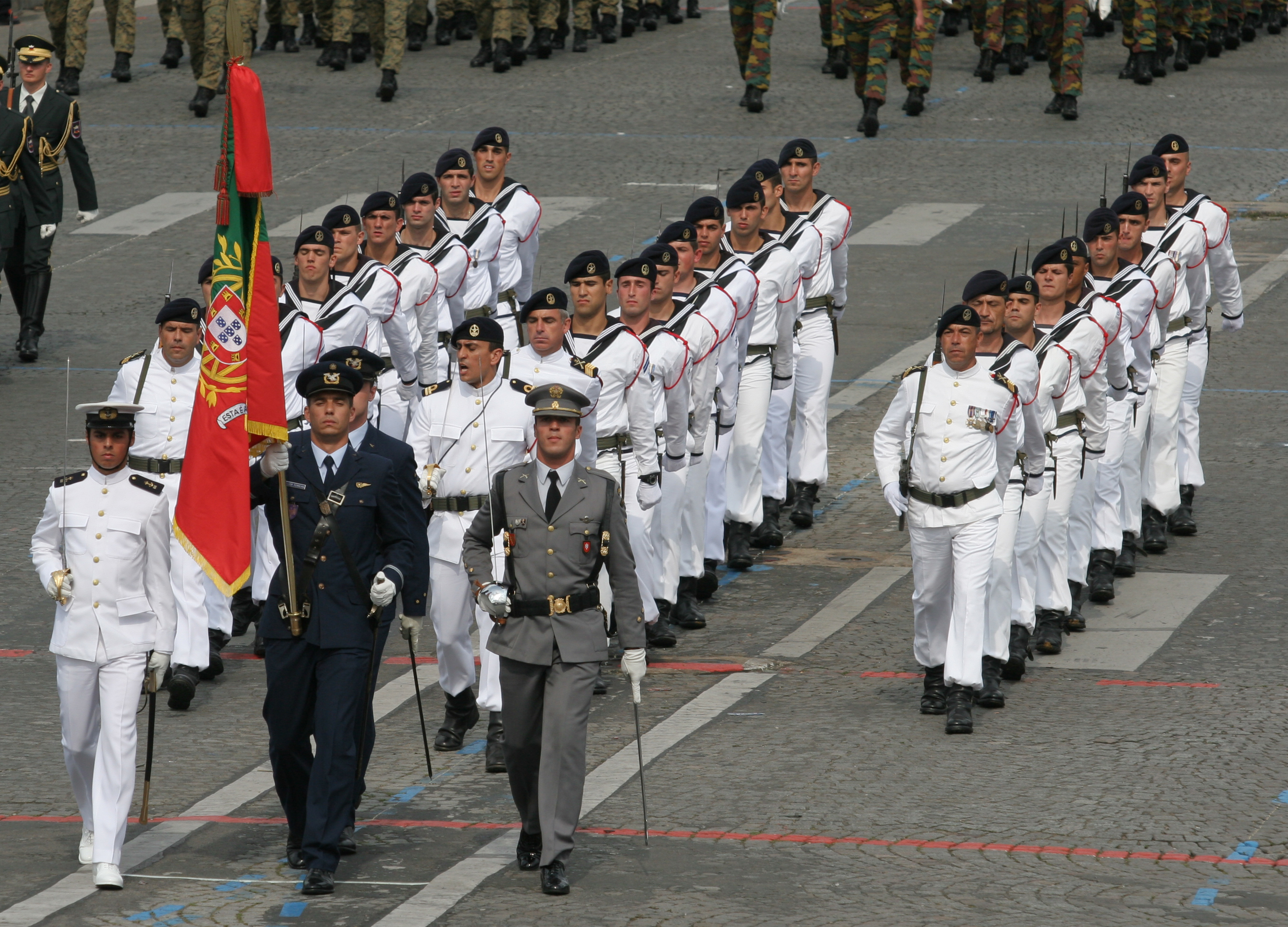
Marinheiros da Marinha Portuguesa

Os marinheiros militares são os profissionais militares das componentes navais das forças armadas de um país. Além de desempenharem algumas das mesmas funções que os marinheiros civis - na operação e no apoio à operação de embarcações - os marinheiros militares, além disso, ainda desempenham tarefas específicas de âmbito militar. No sentido geral "marinheiro" pode referir-se a qualquer um dos integrantes de uma marinha de guerra, desde o grumete ao almirante. No sentido restrito, "marinheiro" refere-se a uma ou mais graduações da categoria de praças.

### Carreiras e categorias dos marinheiros militares
Tal como na marinha mercante, os marinheiros estão organizados a bordo de um navio de guerra, em departamentos, de acordo com a sua especialidade. Cada departamento tem um chefe, subordinado ao comandante e ao imediato do navio. Dentro de cada departamento existem serviços e secções chefiados por oficiais ou sargentos, tendo praças como elementos de execução das tarefas e operações. Por exemplo, na Marinha Portuguesa, normalmente, os departamentos existentes são os de operações, de logística, de armas e eletrónica e de propulsão e energia.
Os marinheiros do departamento de operações ocupam-se dos serviços de navegação, comunicações, operações anti-submarinas, operações anti-superfície, operações antiaéreas e operações de voo. Incluem, normalmente:
1. Oficiais de Marinha
2. Pessoal de manobra
3. Operadores de radar
4. Operadores de sonar
5. Operadores de comunicações

Os marinheiros do departamento de logística ocupam-se dos serviços de abastecimento e de saúde. Incluem, normalmente:
1. Oficiais de Administração Naval
2. Oficiais médicos
3. Administrativos
4. Pessoal de taifa (Despenseiros, Cozinheiros e Padeiros)
5. Enfermeiros

Os marinheiros do departamento de armas e eletrónica ocupam-se dos serviços de manutenção dos sistemas de armas, de produção e distribuição de energia, de sensores e de comunicações. Incluem, normalmente:
1. Oficiais engenheiros de armas e electrónica
2. Electrotécnicos
3. Técnicos de armamento

Os marinheiros do departamento de propulsão e energia ocupam-se dos serviços de mecânica, de eletricidade e de limitação de avarias. Incluem, normalmente:
1. Oficiais engenheiros mecânicos
2. Eletromecânicos

Além dos marinheiros dos departamentos, as marinhas ainda têm profissionais com determinadas especialidades, que podem ou não, servir a bordo de navios, tais como:
1. Fuzileiros navais
2. Músicos
3. Mergulhadores
4. Agentes de autoridade marítima
5. Aviadores navais

### Graduações de marinheiro
Na Marinha do Brasil, marinheiro é o nível hierárquico equivalente a soldado nas outras duas forças armadas ou nos fuzileiros navais.
Na Marinha Portuguesa, "marinheiro" refere-se a postos da categoria de praças:
1. Primeiro-marinheiro: equivalente a 1º Cabo no Exército e na Força Aérea;
2. Segundo-marinheiro: equivalente a segundo-cabo no Exército e na Força Aérea.
3. Segundo-marinheiro aluno: designação dos militares, durante frequência do ciclo de instrução complementar do Curso de Formação de Praças do Quadro Permanente da Marinha.

Na Marinha Portuguesa, o posto de primeiro-marinheiro é imediatamente inferior ao de cabo da Armada e superior ao de segundo-marinheiro. O posto de segundo-marinheiro é imediatamente superior ao de primeiro-grumete.

### Insígnias e distintivos de marinheiro

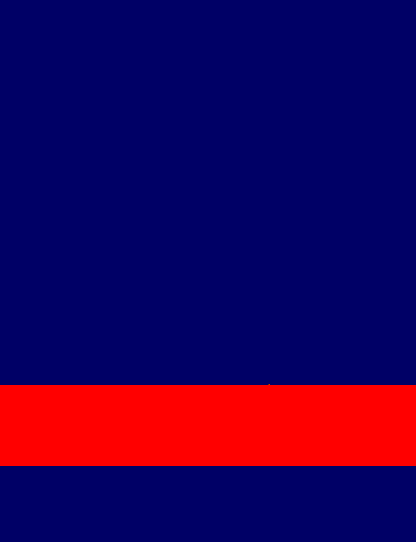
Marinha Portuguesa (Primeiro-marinheiro)
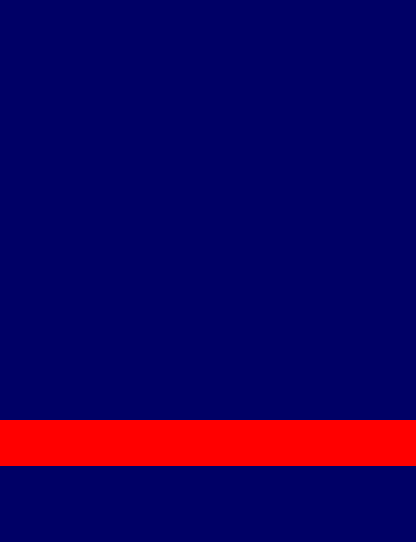
Marinha Portuguesa (Segundo-marinheiro)
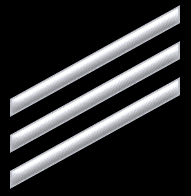
Marinha dos EUA (Seaman)
Marinha dos Países Baixos (Marinier der 1e klasse)
Marinha Francesa (Matelot breveté)

## Técnicas de marinharia
Marinharia é o conjunto das técnicas utilizadas na construção, operação e manutenção de embarcações.
Enquanto "náutica" se refere a "nau" (barco, navio) em si, "navegação" refere-se ao deslocamento de embarcações, pode-se considerar que "marinharia" se refira aos procedimentos e tarefas diárias de um marinheiro. Assim, as técnicas de marinharia sãa maneira correta de executar determinadas tarefas a bordo.
Pode ser o manuseio de cabos náuticos (chamados pelo leigo de "cordas"), execução de nós (sendo que cada nó tem vantagens, desvantagens e aplicações específicas), manutenção de madeiras, limpeza, mareação de velas, noções de ventos, marés, ou seja, todos conhecimentos importantes para a vida profissional de um marinheiro.